# Jim McCann
Jim McCann é um autor e desenhista de histórias em quadrinhos americanas. É o criador das séries Return of the Dapper Men, ilustrada por Janet Lee, e Mind the Gap, ilustrada por Rodin Esquejo.
Return of the Dapper Men venceu o Eisner Award de "Melhor Graphic Novel" em 2011, tendo sido indicada ainda à categoria de "Melhor publicação para jovens". McCann foi indicado à categoria de "Melhor Escritor" no mesmo ano.